# Dylan Sunderland
Pour les articles homonymes, voir Sunderland (homonymie).
Dylan Sunderland (né le 26 février 1996 à Inverell) est un coureur cycliste australien. Son oncle Scott a également été coureur cycliste.

## Palmarès et résultats

### Palmarès par année
- 2015
  - 4e étape du Tour de Tasmanie
  - 3e du Tour de Tasmanie
- 2016
  - 2e du Grand Prix de la ville de Geluwe
  - 3e du National Capital Tour
- 2017
  - 6e étape du Nature Valley Grand Prix
- 2018
  - Tour de Tasmanie :
    - Classement général
    - 1re étape

  - 3e étape du Tour de Bright
  - 2e du championnat d'Australie du critérium espoirs
- 2019
  - Tour de Tasmanie :
    - Classement général
    - 3e étape

  - 2e du Tour de Brisbane
  - 2e de la Grafton to Inverell Classic
  - 6e du championnat d'Océanie sur route
- 2023
  - 2e étape du Tour de Thaïlande

### Résultats sur les grands tours

#### Tour d'Italie
1 participation
- 2020 : 114e

#### Tour d'Espagne
1 participation
- 2021 : 104e

### Classements mondiaux
| Année                                 | 2017 | 2018  | 2019 | 2020  | 2021  | 2022  | 2023  |
| ------------------------------------- | ---- | ----- | ---- | ----- | ----- | ----- | ----- |
| Classement mondial                    | 754e | 914e  | 402e | 1572e | 2068e | 1569e | 1667e |
| UCI Europe Tour                       | nc   | 2025e |      |       |       |       |       |
| UCI Asia Tour                         | nc   | 396e  |      |       |       |       |       |
| UCI Oceania Tour                      | 10e  | 23e   | 20e  | 80e   | 71e   | 75e   | 80e   |
|                                       |      |       |      |       |       |       |       |
| Légende : nc = non classéSource : UCI |      |       |      |       |       |       |       |